# Rickie Lambert
Rickie Lee Lambert (n. 16 februarie 1982) este un fotbalist englez  retras din activitate care a jucat pe postul de atacant. A câștigat în 2010, pe când juca la Southampton, Football League Trophy.

## Meciuri la națională
| Anglia | Anglia  | Anglia | Anglia |
| An     | Meciuri | Goluri |        |
| ------ | ------- | ------ | ------ |
| 2013   | 4       | 2      |        |
| 2014   | 2       | 1      |        |
| Total  | 6       | 3      |        |

## Legături externe
- Profilul lui Rickie Lambert pe site-ul clubului Liverpool F.C.
- Rickie Lambert la Englandstats
- Rickie Lambert la Soccerbase